# Éfira (mitología)
En la mitología griega, Éfira (en griego Ἐφύρα, Ephýra) era la ninfa epónima de las tierras de Éfira, la antigua denominación de Corinto. Esta ciudad había sido fundada por Sísifo.

## Eponimia y relación con Epimeteo
Pausanias nos dice que la región corintia, que es una parte de la argiva, ha tomado su nombre de Corinto. Éfira, una hija de Océano, fue la primera que vivió en estas tierras. Después de ella vino Maratón, hijo de Epopeo, hijo de Aloeo, hijo de Helio, escapando a la iniquidad y violencia de su padre, se trasladó a la costa del Ática y al morir Epopeo fue al Peloponeso, y repartiendo el reino entre sus hijos regresó de nuevo al Ática, y entonces Asopia cambió su nombre tomándolo de Sición y Éfira de Corinto.

A Éfira se la asocia con Epimeteo, como nos informa un escolio:
«Éfira es [el nombre antiguo de] Corinto, [y lleva su nombre] por Éfira, la hija de Epimeteo. Según Eumelo, por Éfira, la hija de Océano y Tetis que llegó a ser la esposa de Epimeteo».
Una referencia tardía, alterando la genealogía antes citada, dice que Éfira era una de los treinta hijos e hijas del titán Jápeto y por lo tanto hermana de Prometeo y Epimeteo, entre otros.

## Otras versiones
Otros autores alteran la naturaleza de Éfira. Por ejemplo, en una fuente se dice que Éfira era una de las nereidas. Debido a su asociación con Corinto también se dice que Éfira y Helio fueron los padres de Eetes. Incluso Virgilio dice que pertenecía al cortejo de Cirene y además sugiere que era una de las náyades.